# Przymorze

Lage von Przymorze in Gdańsk (Danzig)

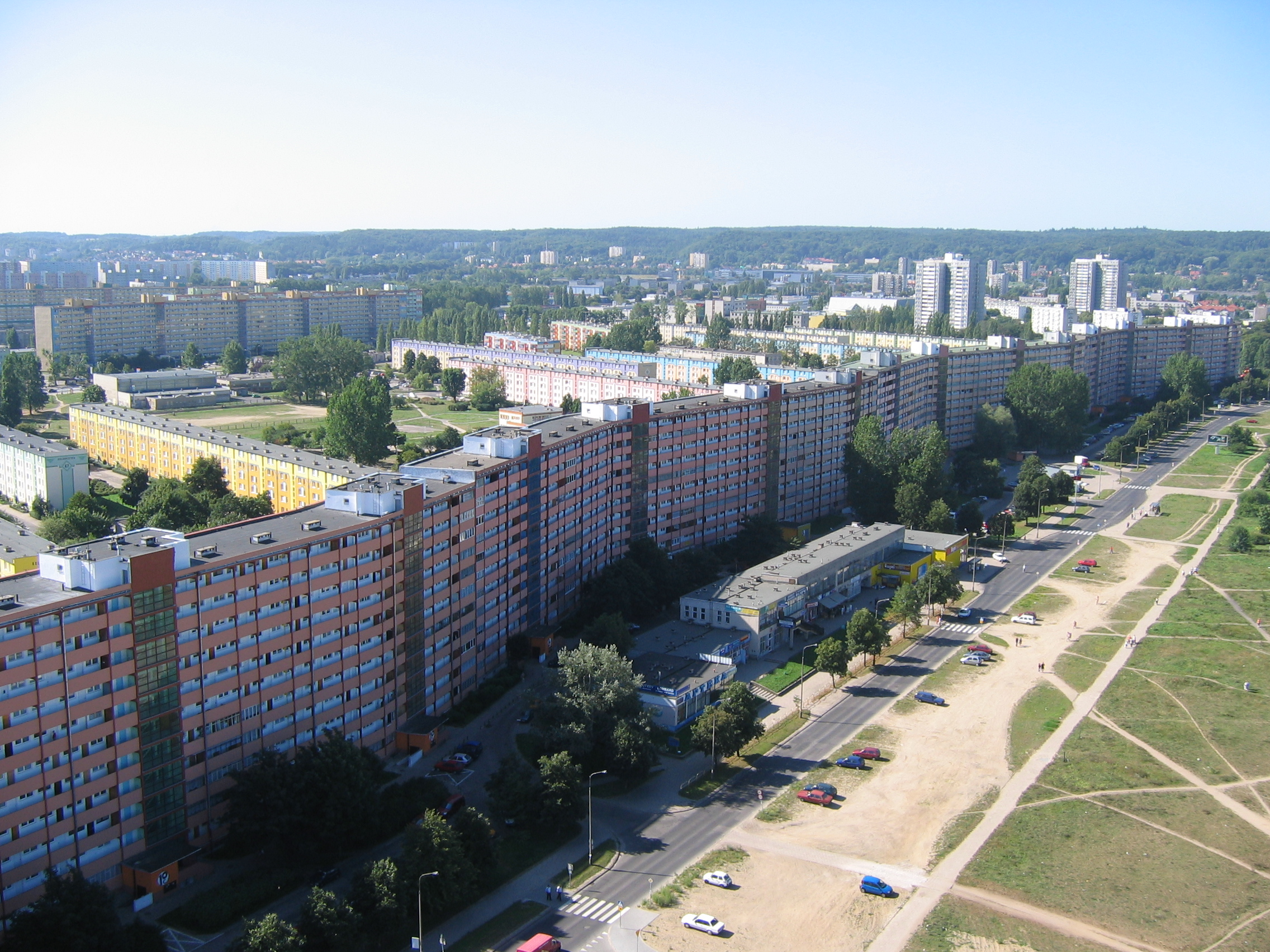
Blick auf Przymorze und das längste der Wellenhäuser

Przymorze (übersetzt: Meernähe; ehemals: Konradshammer) ist ein Stadtteil von Danzig in Polen. Er umfasst eine Fläche von 5,44 km² und zählt über 45.000 Einwohner mit einer Bevölkerungsdichte von fast 8.400 Einwohnern/km². Charakteristisch sind die sieben sogenannten Falowiec (Wellenhäuser), Wohnblöcke von mehreren hundert Metern Länge in Plattenbauweise, die mäandrieren und so eine Assoziation zur nahe gelegenen Ostsee hervorrufen sollen.
Administrativ besteht Przymorze aus den beiden Bezirken Przymorze Wielkie und Przymorze Małe.

## Geographie
Der Potok Oliwski (übersetzt: Olivaer Bach; ehemals: Glettkaubach) durchzieht Przymorze. Przymorze Wielkie liegt an der Ostsee.

## Geschichte
Der Wohnplatz Konradshammer erhielt seinen Namen nach einem Eisenhammer und kam 1818 an den preußischen Landkreis Danzig und mit diesem 1871 an Deutschland. Ab 1887 gehörte Konradshammer zum Kreis Danziger Höhe und hatte 1895 250 Einwohner. Konradshammer wurde 1907 in die Stadt Oliva eingemeindet, mit dieser kam der Ort 1926 an die Stadtgemeinde Danzig. Mit Oliva bzw. Danzig gehörte Konradshammer 1920 bis 1939 zum Mandatsgebiet Danzig des Völkerbundes. 1939 annektierte das Dritte Reich in einem völkerrechtlich nicht anerkannten Akt das Mandatsgebiet und verleibte es dem besatzungsamtlichen Danzig-Westpreußen ein, zu dem Konradshammer (wie ganz Danzig) bis Ende des Zweiten Weltkriegs gehörte.
Von 1960 bis 1981 wurde hier eine Trabantensiedlung der Stadt Danzig errichtet. Nach der Wende zum 21. Jahrhundert entstanden moderne Wohnbauten, Hypermärkte, die Shopping Mall Galeria Przymorze und die Bürostadt Arkońska Business Park.

## Gliederung in zwei Stadtbezirke
Przymorze ist in die Stadtbezirke Przymorze Wielkie und Przymorze Małe geteilt. Die Bevölkerungsdichte von Przymorze Wielkie ist hinter Zaspa-Młyniec die zweithöchste der Stadt Danzig.
| Bezirksname       | deutscher Name                  | Fläche in km² | Bevölkerung | Bevölkerungsdichte in Ew./km² | Karte             |
| ----------------- | ------------------------------- | ------------- | ----------- | ----------------------------- | ----------------- |
| Przymorze Wielkie | Groß Przymorze (Konradshammer)  | 3,117         | 30.346      | 9.736                         | Przymorze Wielkie |
| Przymorze Małe    | Klein Przymorze (Konradshammer) | 2,3274        | 15.348      | 6.594                         | Przymorze Małe    |

## Sehenswürdigkeiten
- Ronald-Reagan-Park (Park im. Ronalda Reagana), 55 Hektar groß
- Falowiec an der Straße ul. Obrońców Wybrzeża, mit 850 Meter Länge das drittlängste Wohnhaus Europas.

## Verkehr
Przymorze wird von den S-Bahnhöfen Gdańsk Oliwa und Gdańsk Przymorze-Uniwersytet bedient, in erstgenanntem halten auch alle Fernzüge. Der Stadtteil wird durch mehrere Straßenbahnlinien von Oliwa, Zaspa und Jelitkowo angefahren.

## Galerie

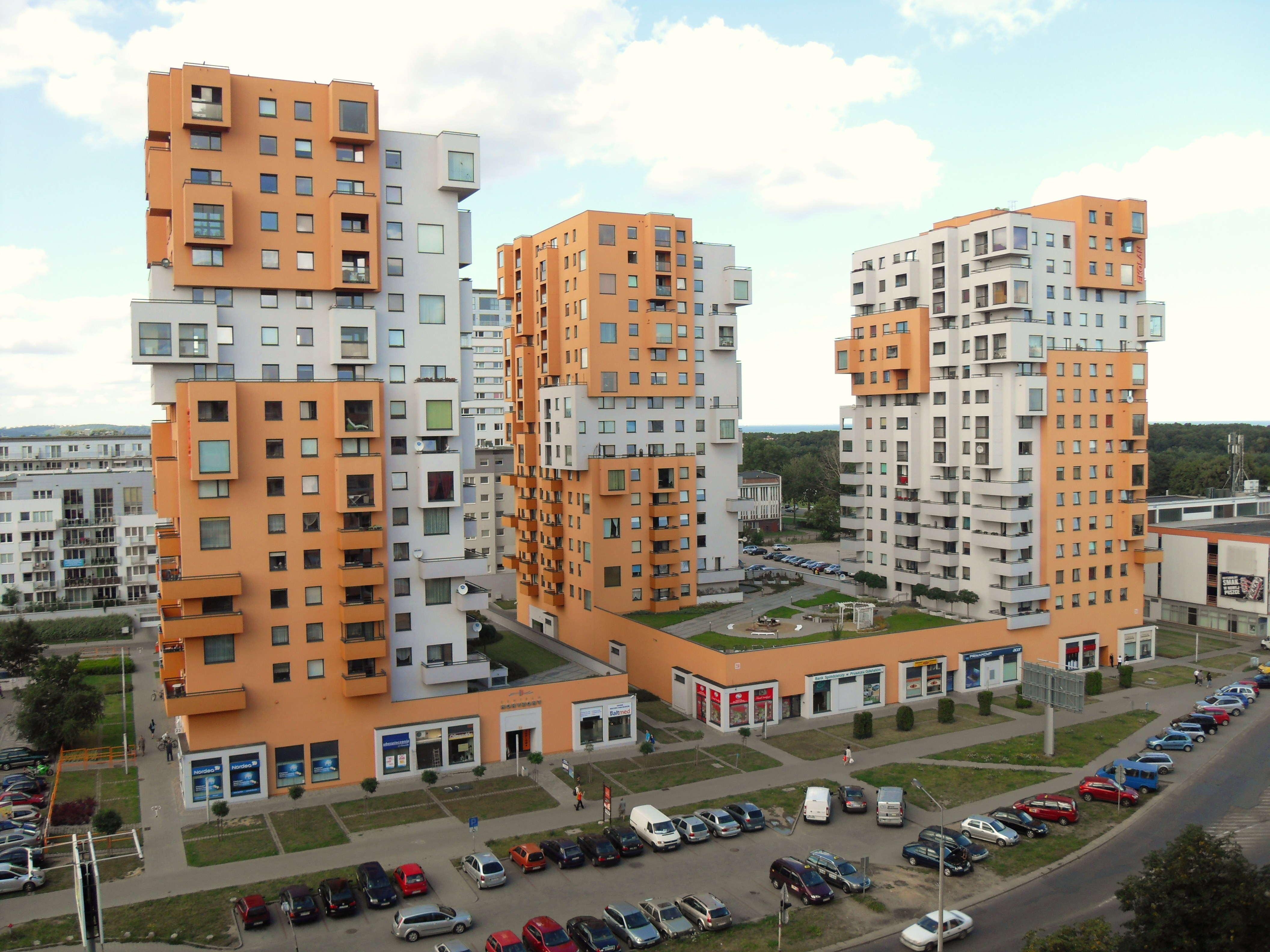
Postmoderne Wohnblöcke
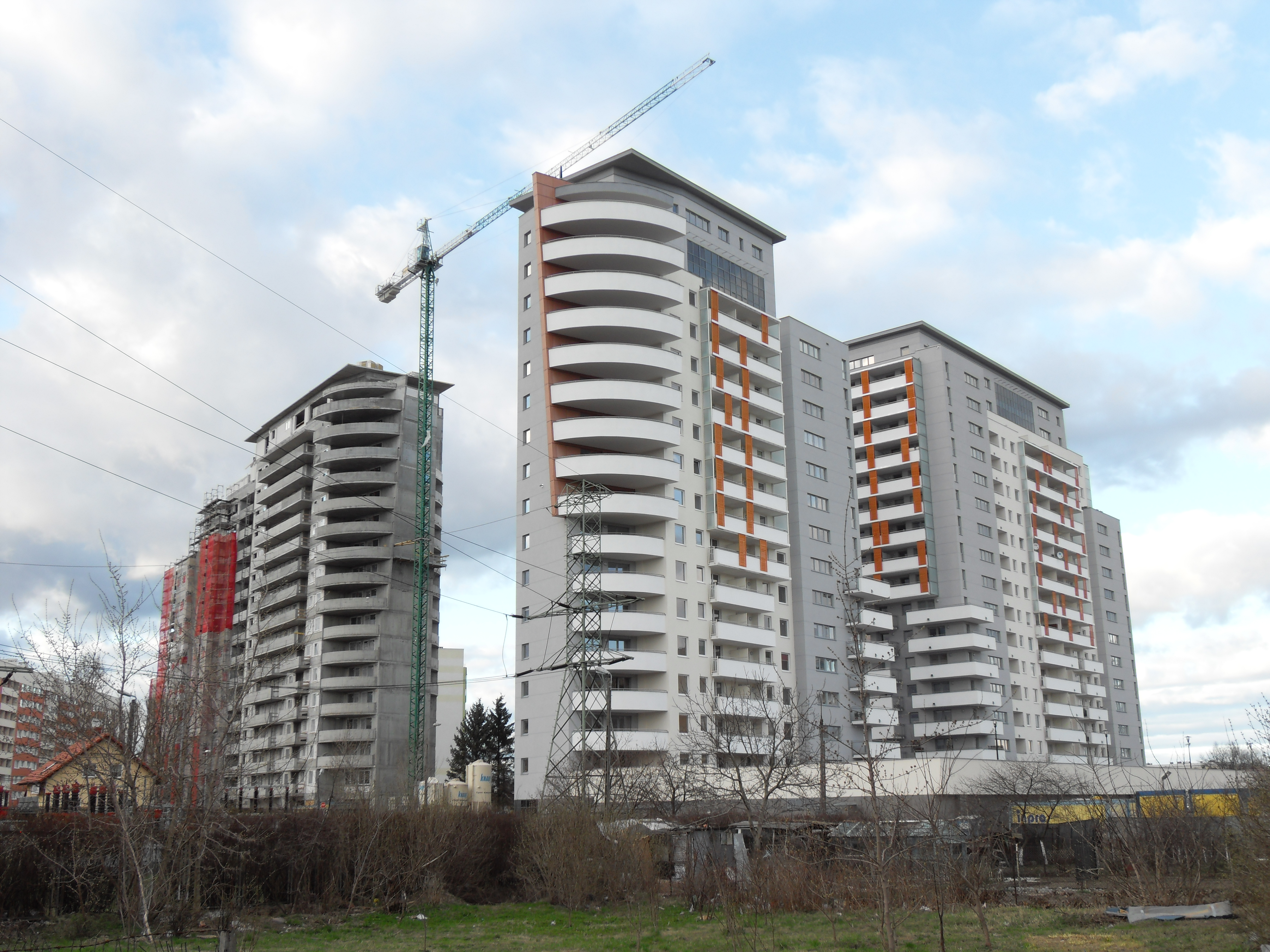
„Trzy Żagle“ (Drei Segel)
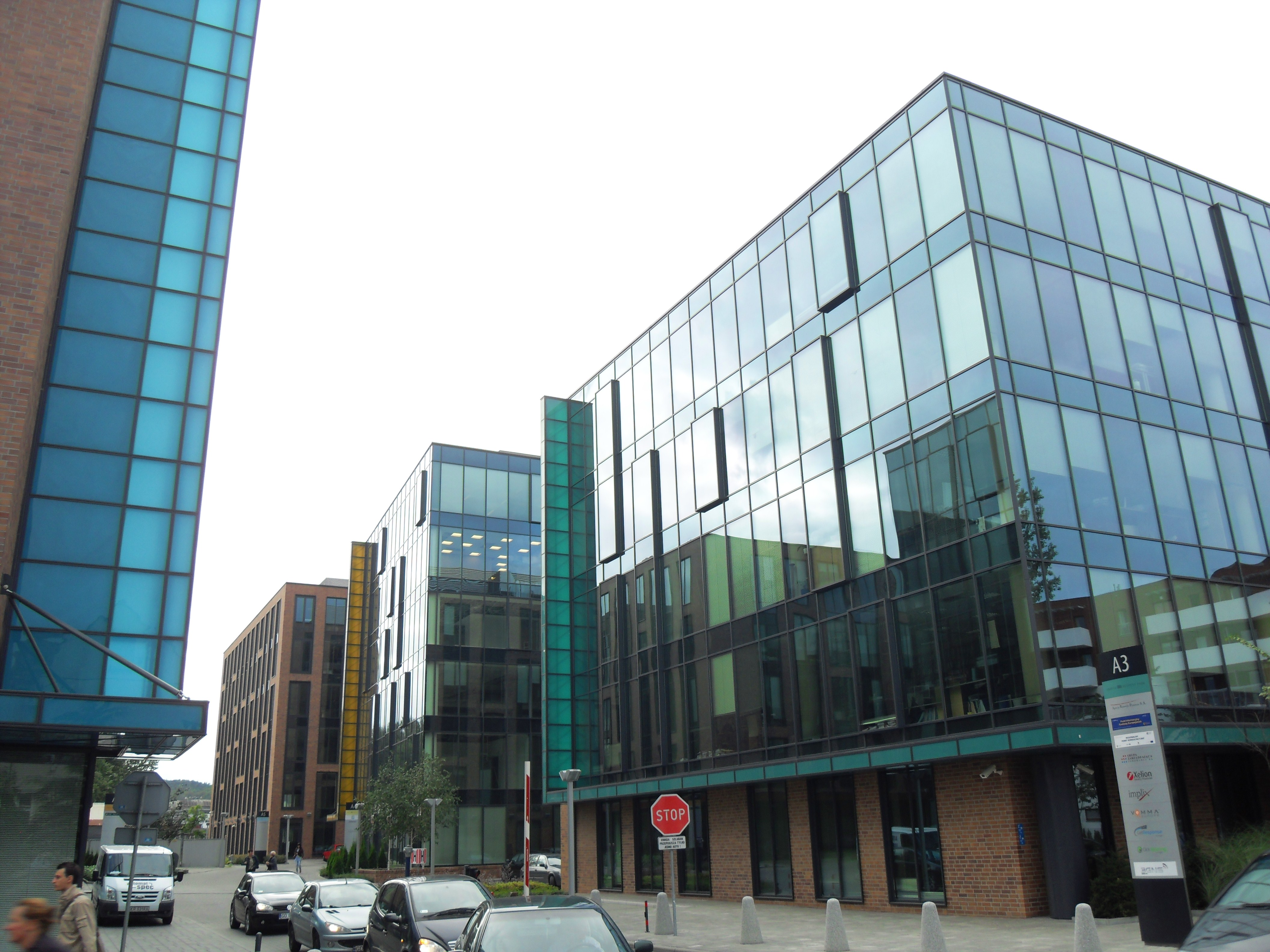
Arkońska Business Park
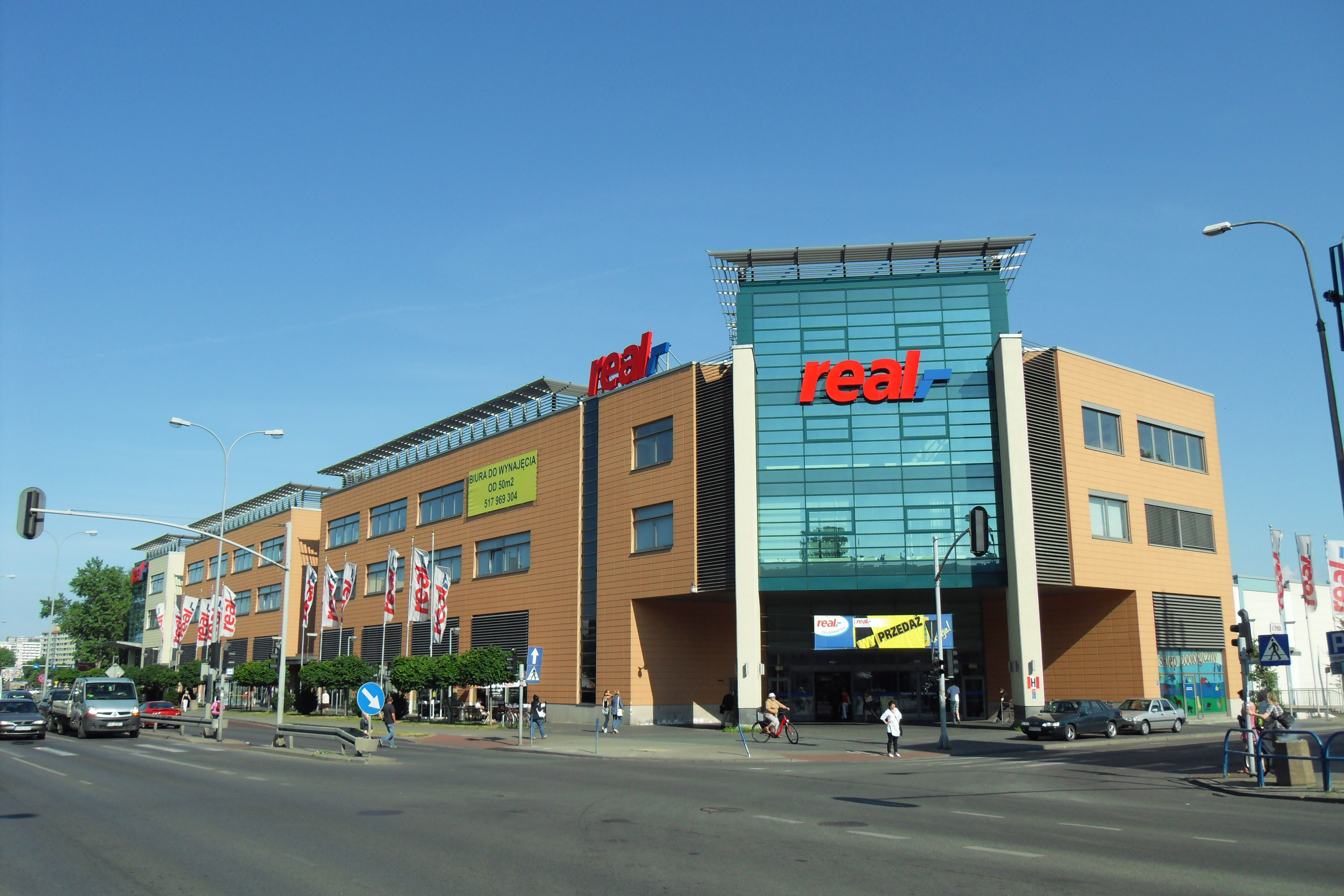
„Hipermarket Real“